# Lastreopsis acuminata
Lastreopsis acuminata là một loài dương xỉ trong họ Dryopteridaceae. Loài này được C.V. Morton mô tả khoa học đầu tiên năm 1973.
Danh pháp khoa học của loài này chưa được làm sáng tỏ. 

## Hình ảnh

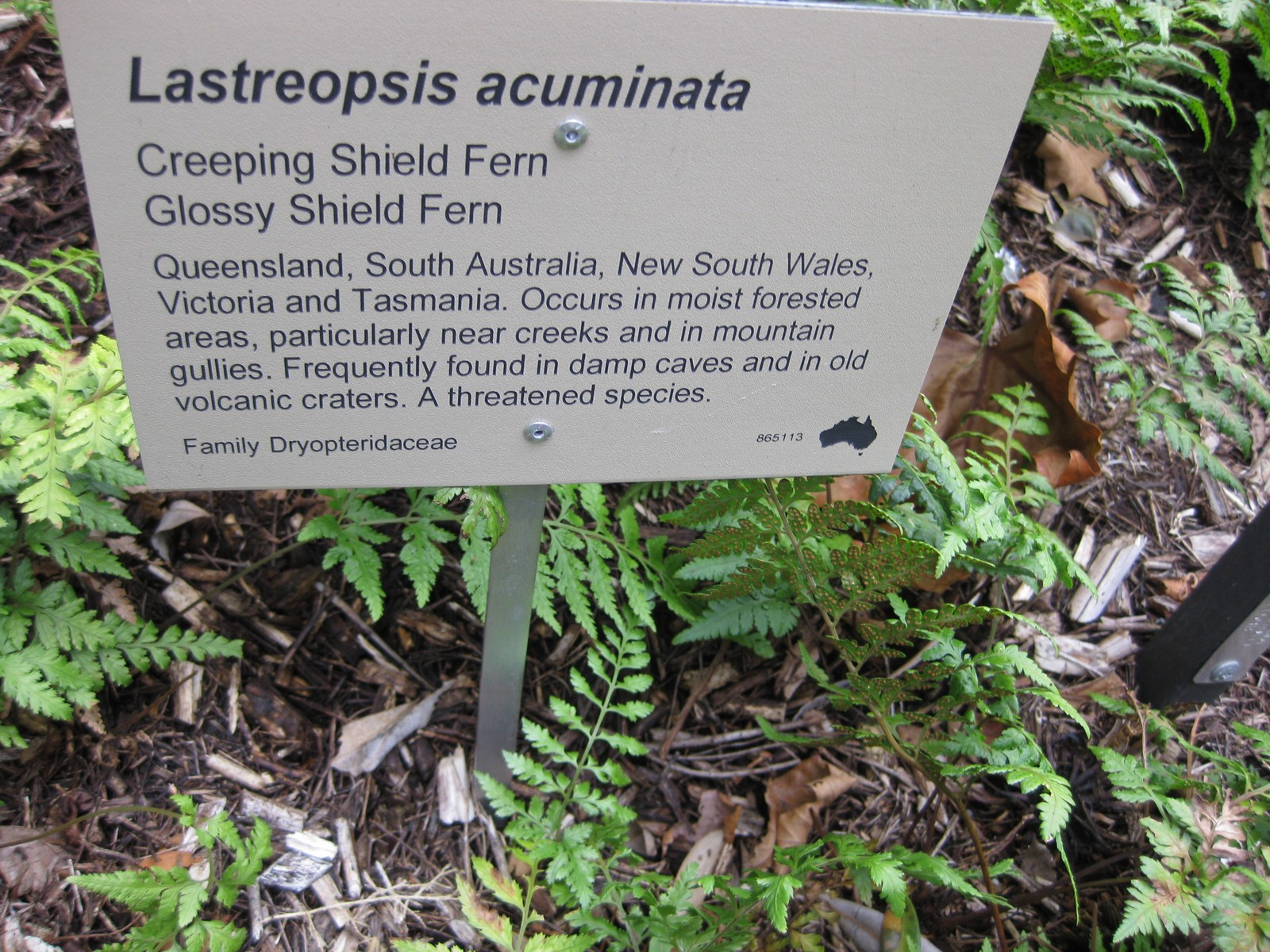
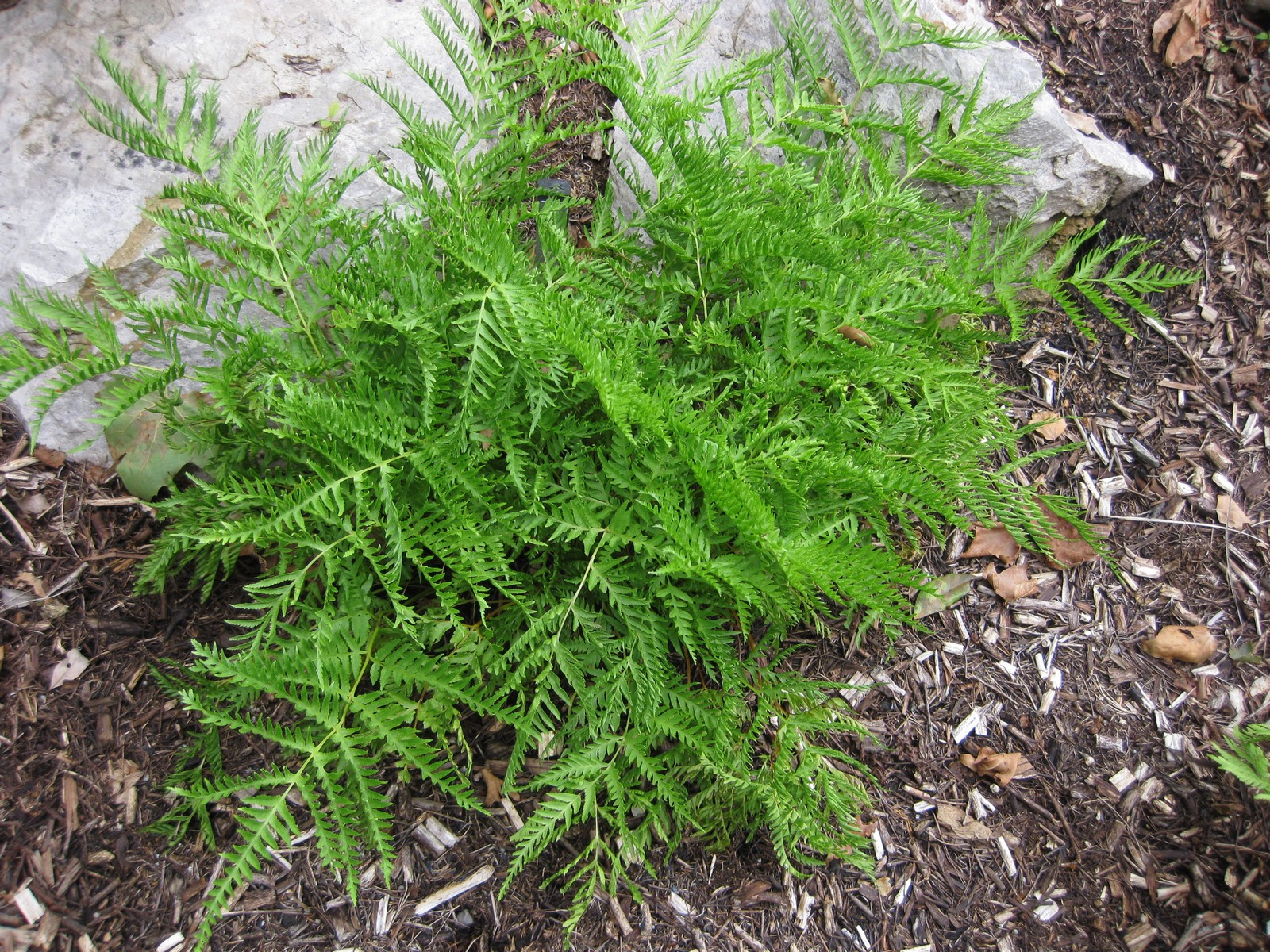
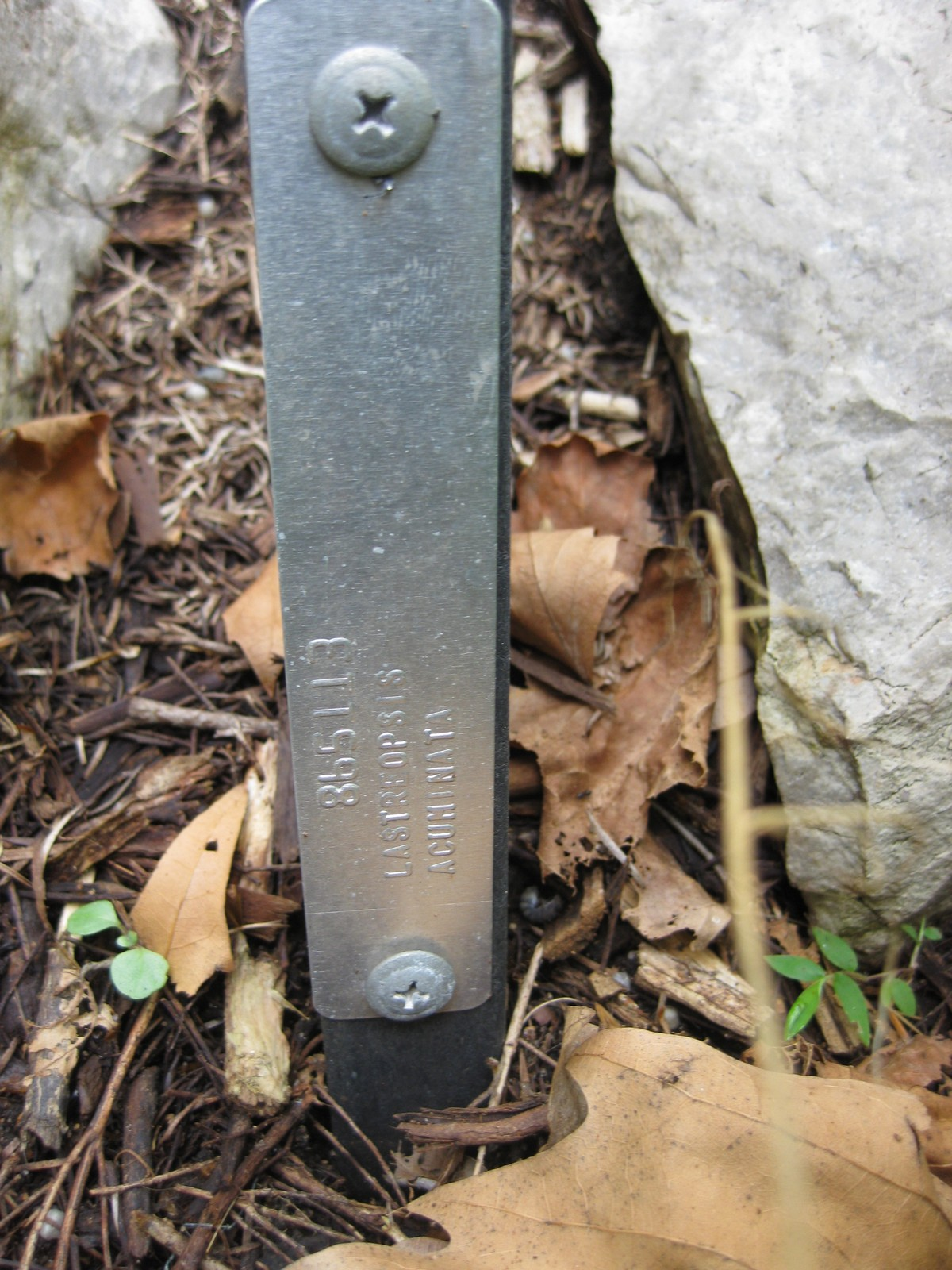